# Nicolás Isasi

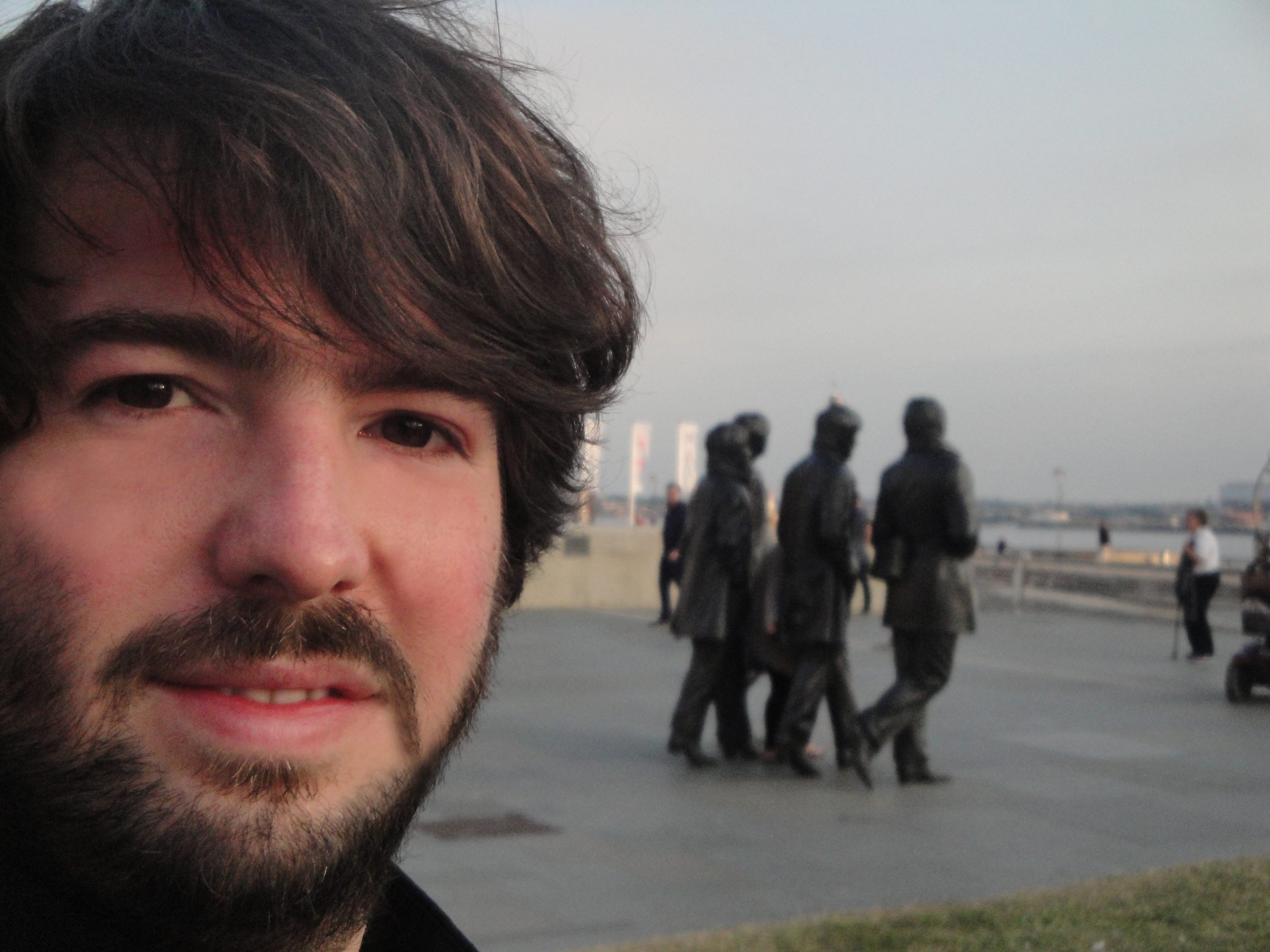
Nicolás Isasi

Nicolás Isasi (* 1987 in La Plata, Argentinien) ist ein argentinischer Filmemacher und Opernregisseur.

## Karriere

### Anfänge
Nicolás Isasi wuchs in einer bürgerlichen Familie auf und begann im Alter von zehn Jahren zu musizieren. In diesem Alter lernte er am Gilardo-Gilardi-Musikkonservatorium Saxophon, gegründet vom argentinischen Komponisten Alberto Ginastera, wo er mit Freunden erste Konzerte gab und bald dem Blasorchester des Konservatoriums beitrat. In seiner Jugend spielte er für das Orquesta Estudiantil de Buenos Aires unter der Leitung seines Gründers, des argentinischen Musikers und Komponisten Guillermo Jorge Zalcman. Er ist Filmregisseur mit einem Abschluss an der Universidad del Cine (FUC) und Opernregisseur mit einem Abschluss am Instituto Superior de Arte del Teatro Colón (ISATC) in Buenos Aires.

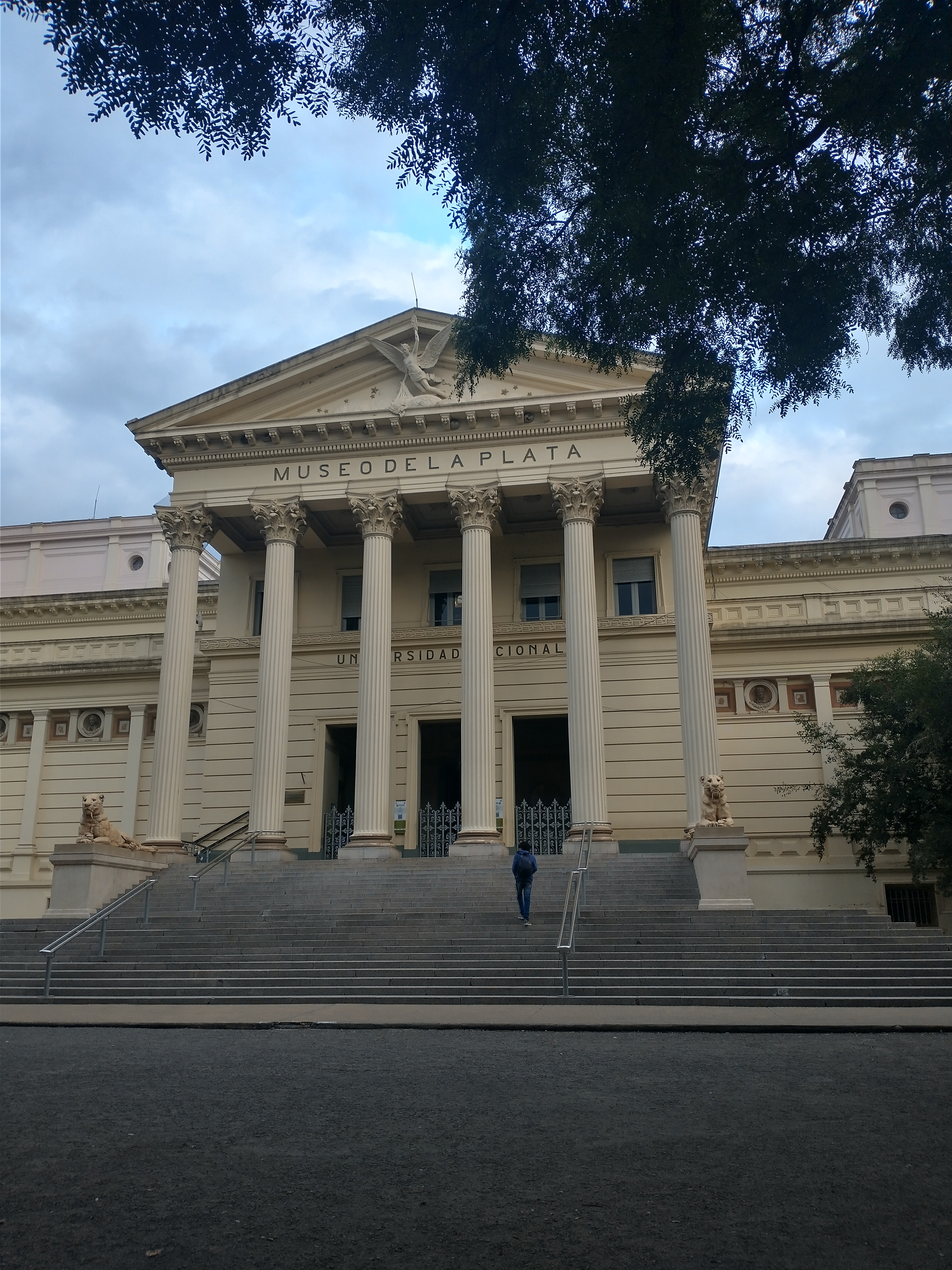
Eine der Szenen aus dem Kurzfilm Intersection, der von Nicolás Isasi in La Plata gedreht wurde, spielt in diesem Museum.

### Erste Projekte als Regisseur
Im Alter von 17 Jahren drehte er seinen ersten Kurzfilm, Juntos. In dieser Zeit begann er auch als Künstler und Regieassistent bei verschiedenen Filmproduktionen zu arbeiten. Sein Kurzfilm Intersección ist ein introspektives Werk, das sich mit der Verbindung zwischen Leben und Tod befasst. Isasi drehte diesen im Alter von 20 Jahren im Naturkundemuseum in La Plata. Es ist das erste 16-mm-Werk von ihm, das im Ausland gezeigt wurde und am Internationalen Filmfestival von Cusco teilnahm. Er ist am Theater und beim Film als Regisseur und Drehbuchautor tätig. Während seines Opernstudiums am Teatro Colón führt Nicolás Isasi 2012 Regie bei Le nozze di Figaro von Wolfgang Amadeus Mozart für die Opera Joven Company. Isasi führte Regie bei den Opern Bastien und Bastienne und Apollo et Hyacinthus, ebenfalls von Mozart, und La canterina von Joseph Haydn am Teatro Coliseo Podestá. Seine Abschlussarbeit am Teatro Colón war die argentinische Erstaufführung von Scott Joplins Oper Treemonisha.
Im Laufe seiner Karriere assistierte er verschiedenen Opern-, Film- und Theaterregisseuren in Argentinien, Polen und Italien. 2018 nahm Isasi mit Grupo Subsuelo am internationalen Festival TACT (Festival internazionale di arti performative) in Triest teil und tourte mit der absurden Komödie Piso 35.
2019 erreichte er als einziger Lateinamerikaner das Halbfinale des internationalen Wettbewerbs Nano Opera, der vom Helikon-Theater in Moskau, Russland, veranstaltet und live auf dem Sender Россия Культура übertragen wurde.
2023 gab er sein Debüt als Regisseur in Europa mit der Oper As damas trocadas von Marcos António Portugal am Teatro de Vila Real für den Mateuspalast. Im Jahr 2024 arbeitete Isasi als Regisseur an der Oper Acis and Galatea von Georg Friedrich Händel in Portugal mit dem Barockorchester von Mateus und dem Chor Nova Era Vocal Ensemble.
Landscapes for Freedom ist ein animierter Kurzfilm von Nicolás Isasi. Es ist sein erstes Animationsprojekt in Portugal. Das Farb- und Animationswerk basiert auf dem Triptychon Diving into the Earth der ukrainischen Künstlerin Olena Morokhovska, mit Musik des italienischen Komponisten Matteo Ramon Arevalos und Gedichten des ukrainischen Schriftstellers Ivan Frankó. Der Film wurde für über 20 internationale Filmfestivals nominiert und dort gezeigt, erhielt den Tribute Award (Ukraine) beim 15º Latino & Native American Film Festival in New Haven und eine lobende Erwähnung des Publikums (Animation) in Indien. Es wurde für eine Kinder- und Jugendausstellung beim renommierten ukrainischen Animationsfestival LINOLEUM ausgewählt. Das LINOLEUM Festival für zeitgenössische Animation und Medienkunst ist die größte Ausstellung unabhängiger Animation in der Ukraine.

## Werke als Regisseur

### Filme
als Regisseur
- 2005: Juntos
- 2005: El Silencio
- 2005: Vecinos
- 2005: La mujer del piano
- 2007: El árbol
- 2007: Doctor's Jazz Band
- 2007: Paseo por el bosque
- 2008: Intersección
- 2011: graFEETi
- 2021: OUT OF MIND
- 2024: Landscapes for freedom

### Opern
als Regisseur
- 2012: Le nozze di Figaro
- 2013: Bastien und Bastienne
- 2013: Treemonisha
- 2013: Apollo et Hyacinthus
- 2014: La canterina
- 2014: Cavalleria rusticana
- 2015: Die Fledermaus
- 2023: As damas trocadas
- 2024: Acis and Galatea